# Ordine di San Girolamo

Lo stemma dell'ordine reca un leone (attributo iconografico di san Girolamo); lo scudo è sormontato da un galero cardinalizio rosso con 15 nappe per lato

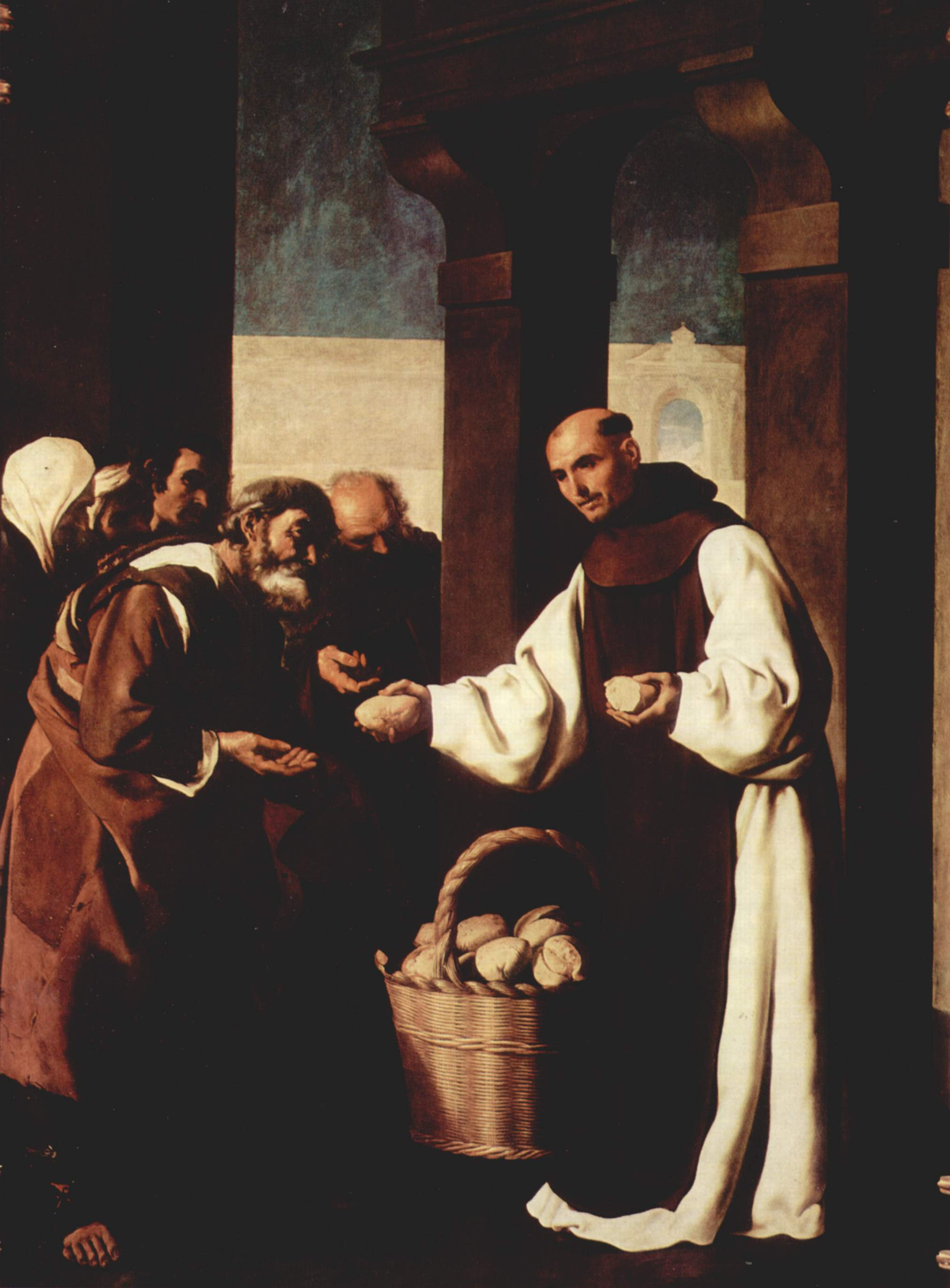
Monaco gerolamino in un dipinto di Francisco de Zurbarán

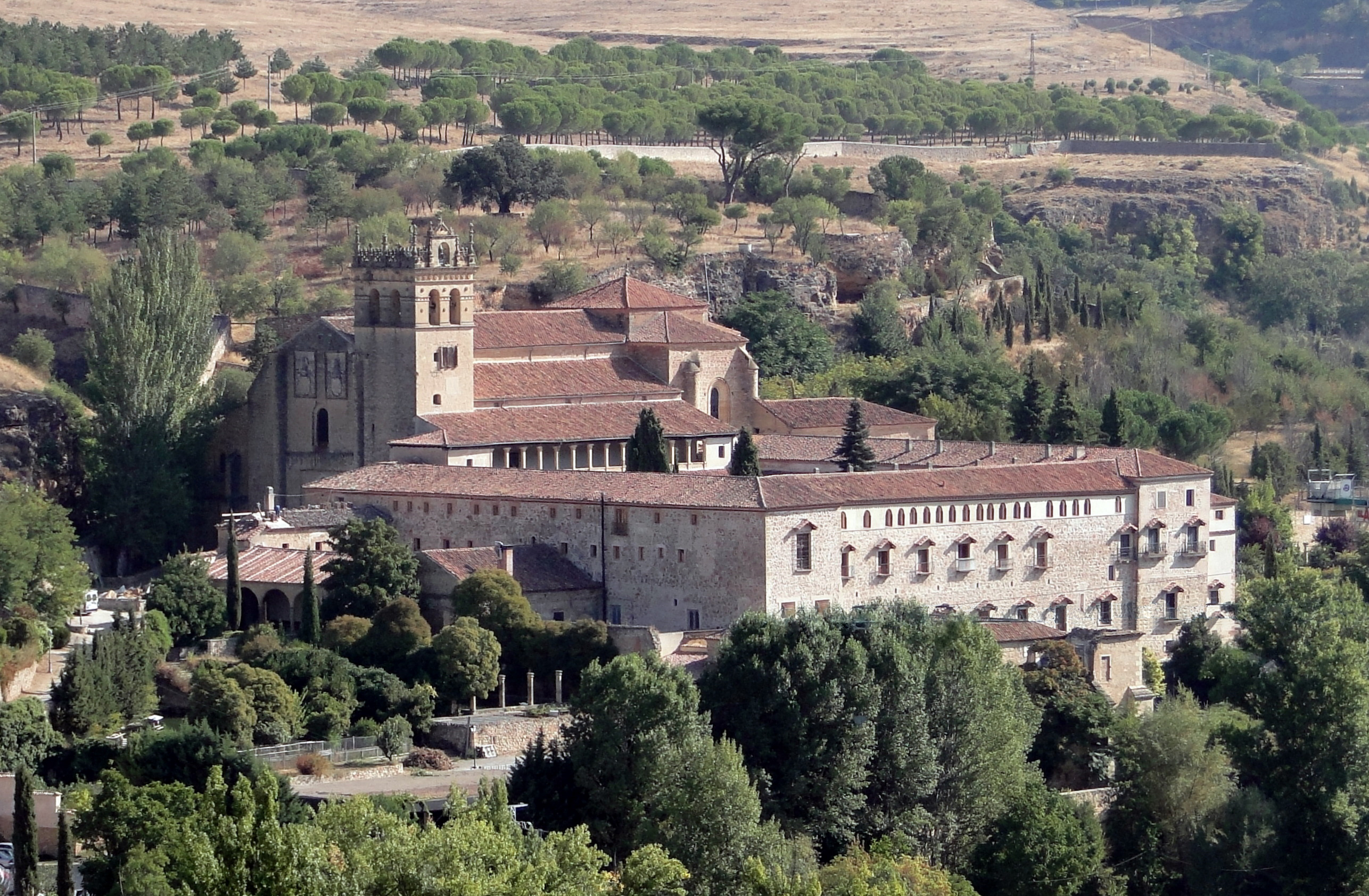
Il monastero di Santa María del Parral presso Segovia, sede centrale dell'ordine

L'Ordine di San Girolamo (in latino Ordo Sancti Hieronymi) è un istituto religioso maschile di diritto pontificio. I membri di questo ordine monastico, detti popolarmente gerolamini o girolamini, pospongono al loro nome la sigla O.S.H.
L'ordine ebbe origine da alcune comunità eremitiche sorte in Spagna agli inizi del XIV secolo e riunite da papa Gregorio XI a Lupiana nel 1373 sotto la direzione di Pedro Fernández Pecha: dissolto nel XIX secolo, fu ricostituito nel 1925 a Segovia da Manuel Sanz Domínguez; i gerolamini seguono la regola di sant'Agostino e si dedicano alla vita contemplativa.

## Storia

### Origini
La tradizione che fa risalire le origini dell'ordine ai monasteri fondati da san Girolamo a Betlemme è priva di fondamento storico. Gli inizi dell'ordine, in realtà, vanno ricollegati al movimento eremitico avviato verso il 1350 da Tommaso da Siena con l'intento di imitare la vita solitaria e di penitenza del santo dottore. Tale movimento si diffuse in Italia e, soprattutto, in Spagna, dove sorsero numerosi eremi (Guisando, Villaescusa, El Castañar).
Tra gli eremiti gerolamini si acquistò presto una grande fama Pedro Fernández Pecha, già camerier maggiore del canonico Fernando Yáñez de Figueroa di Toledo, insieme al quale aveva deciso di lasciare la vita mondana: i due si erano ritirati prima nell'eremo del Castañar, per poi trasferirsi in quello di Villaescusa e infine, verso il 1370, in quello di San Bartolomeo a Lupiana.

### Approvazione dell'ordine
Nel 1373 le comunità eremitiche maturarono la decisione di abbracciare la vita cenobitica e Fernández Pecha fu scelto dai confratelli e inviato ad Avignone, presso papa Gregorio XI, per chiedere l'autorizzazione a cambiare forma di vita.
Con la bolla Salvatoris humani generis del 15 ottobre 1373 il pontefice diede ai gerolamini da osservare la Regola di sant'Agostino, permise loro di redigere delle nuove costituzioni basate su quelle del monastero di Santa Maria del Santo Sepolcro di Firenze e diede a Fernández Pecha l'abito bianco e grigio che divenne quello distintivo dei monaci dell'ordine; l'eremo di Lupiana fu elevato alla dignità di monastero e Fernández Pecha ne fu nominato priore.
In origine i monasteri gerolamini, benché riconoscessero un certo primato al priore di Lupiana, erano tutti autonomi e dipendevano dai vescovi del luogo: solo nel 1414, sotto il pontificato di papa Benedetto XIII, le varie comunità si sottrassero alla giurisdizione vescovile e celebrarono un capitolo nel monastero di Guadalupe, eleggendo priore generale Diego de Alarcón.

### Movimenti di riforma
Nel 1423 il nuovo generale, Lope da Olmedo, si propose la riforma dell'ordine e compose una nuova regola basandosi sugli scritti di san Girolamo: grazie all'approvazione di papa Martino V (bolla Et si pro cunctorum christifidelium del 10 agosto 1424), introdusse l'osservanza in alcuni monasteri della regione di Siviglia, dando inizio alla congregazione dell'osservanza di San Girolamo. La riforma si diffuse anche in Italia e vi aderì, tra gli altri, il monastero romano di San Pietro in Vincoli (passato ai canonici lateranensi nel 1479). Gli eremiti di San Gerolamo dell'osservanza di Lope da Olmedo furono chiamati anche "isidros" dal loro monastero di San Isidoro del Campo a Siviglia. Questo ramo riformato si riunì al ceppo originale dell'ordine nel 1567, ma non i monasteri italiani: in Italia l'Osservanza arrivò a contare 20 monasteri, ebbe un proprio superiore generale a partire dal 1595 e sopravvisse fino al 1846.
L'ordine conobbe il suo periodo di massima fioritura nei decenni a cavallo tra il XV e il XVI secolo: Tra il 1573 e il 1673, invece, sorsero solo due monasteri e un collegio dell'ordine e il XVIII secolo, infine, rappresentò un'epoca di rilassamento e decadenza dell'osservanza e dello spirito religioso.

### Dissoluzione e restaurazione
I monasteri gerolamini furono secolarizzati, una prima volta, dopo l'invasione napoleonica della Spagna (1808-1810) e, nuovamente, nel 1819-1823. I monaci furono costretti ad abbandonare definitivamente le loro comunità nel 1835: all'epoca l'ordine contava 48 monasteri e un migliaio di religiosi.
Ci furono tentativi di restaurazione nel 1854 nel monastero dell'Escorial e nel 1884 in quello di Guadalupe, ma entrambi fallirono.
Solo l'11 agosto 1925 Manuel Sanz Domínguez, insieme con un gruppo di giovani, si stabilì nel fatiscente monastero di Santa María del Parral e, con il beneplacito di papa Pio XI, vi introdusse l'osservanza gerolamina. Sanz Domínguez prese il nome di Emanuele della Sacra Famiglia.
La proclamazione della repubblica in Spagna (1931) e lo scoppio della guerra civile (1936) impedirono il consolidamento dell'appena restaurato ordine gerolamino: Sanz Domínguez fu arrestato e fucilato e nel monastero del Parral non rimasero che cinque religiosi. Solo nel 1941 altri religiosi si incorporarono al monastero consentendo la diffusione dell'ordine.

## Attività e diffusione
I gerolamini si dedicano al culto divino, alla preghiera contemplativa e all'ospitalità nelle foresterie dei loro monasteri.
L'ordine è presente solo in Spagna e la sede centrale è il monastero di Santa María del Parral presso Segovia.
Alla fine del 2011 l'ordine contava 11 monaci, 4 dei quali sacerdoti.